# PMA-50
PMA-50 a fost un prototip al unui pod mobil de asalt bazat pe șasiul tancului TR-85 (o varianta extinsă a șasiului tancului T-55). Prototipul a fost fabricat în 1991 la Uzina Mecanică București și putea desfășura pe orizontală un pod lung de 22 de metri și lat de 3,5 metri. Armamentul consta într-o mitralieră PKM de calibrul 7,62 mm, iar greutatea prototipului era de 50 de tone.